# Королівство Йорвік
Королівство Йорвік — держава, створена данами та південними норманами (вікінгами) на півночі сучасної Великої Британії, що утворилася 875 року після остаточної перемоги над королівством Нортумбрія. Тривалий час панувала над сусідами, намагаючись повністю підкорити англосаксонську Британію. Втім зрештою зазнала поразки від англосаксів й припинила своє існування у 954 році.

## Історія

### Заснування
З кінця VIII ст. відзначаються перші напади вікінгів (достеменно невідомо норманів чи данів) на узбережжя королівства Нортумбрія. У 789 році було вчинено перший напад, а у 792 року пограбовано відомий та поважний монастир на острові Ліндісфарн. Велика здобич, яку отримали вікінги, спонукала очільників наступних загонів посилити напади на Нортумбрію. Послаблення останньої через постійні чвари за владу сприяли успішним нападам данів та південних норманів.
У 864 або 865 році король Елла II переміг велике військо Рагнара Лодброка, якого було схоплено та страчено. У відповідь сини останнього Івар та Гальфдан зібрали так зване Велике поганське військо, яке висадилося у королівстві Східна Англа, король якої відкупився від данів кіньми. Останніх було застосовано для суходільного наступу на Нортумбрію яку було переможено у 866 році. Згодом дани атакували та пограбували Мерсію й Східну Англію.
В Нортумбрії вони фактично поділили королівство, поставивши своїм васалом Еґберта в колишній Берніції. Останнього у 872 році було повалено Ріксігом, який вирішив продовжити боротьбу, але зрештою у 875 році зазнав поразки й змушений був визнати зверхність данів, які заснували королівство Йорвік, перейменувавши столицю Нортумбрії Еофервік на Йорвік. Остаточно влада нового королівства затвердилася у 870-х роках внаслідок успіхів проти короля Еґберта II

### Розвиток
Королі Йорвіку намагалися підкорити Мерсію та Вессекс, проте без значного успіху. Водночас вдалося захопити область Ліндсі й перетягнути на свій бік Вульфера, архієпископа Еофервіку. Разом з тим дани тривалий час залишалися поганами.
У 874 році було завдано поразки Мерсії, повалено короля останньої Бурґреда, поставивши у західній частині Мерсії залежного від себе Кеолвульфа II. Після цього остаточно підкорено Берніцію, яку було поділено на невеличкі володіння, де правили ріви. Водночас перші королі данів перейшли у християнство.
У 880-х роках основним суперником Йорвіку стало королівство Вессекс. Для протистоянням з ним було укладено союз із Гутрумом I, королем Східної Англії. Зрештою за декількома домовленостями королі Йорвіка отримали східну Мерсію та Ліндсі. Спроба Йорвіку разом з данами Східної Англії перейти у наступ проти Вессексу завершилося поразкою.
У 899 році новим королем Йорвіку було обрано Етельвальда з Вессекської династії, який спираючись на данське військо спробував захопити королівство Вессекс, втім в одній сутичок 902 року загинув. Після цього на деякий час встановлено мир між королівствами.
У 910 році Йорвік в союзі з бриттським королівством Гвінед атакував західну Мерсію та Вессекс, але у битві при Теттенголл зазнав нищівної поразки. В результаті в Йорвіку почалися процеси децентралізації: утворився союз П'яти міст (Дербі, Лінкольн, Стамфорд, Лестер, Ноттінгем), східна Мерсія стала майже незалежна від Йорвіку.
Дани з Йорвіку продовжили постійні набіги на Мерсію та Вессекс, але вже без значного успіху. Зміцнення кордону з боку англосаксів невдовзі змусило данів відмовитися від активної політики. Цьому також сприяла війна Йорвіку з норманами з півострова Вірелл.
У 917—918 роках внаслідок війни з Вессексом королівство опинилося на межі повної поразки. Але у 919 році владу захопила династія норманів, які посилили військову потугу й перейшли у наступ проти Вессексу. Але до 920 року Йорвік та вікінги втратили будь-які володіння в Мерсії.
З 926 року було укладено довгостроковий мир з Вессексом, визнано зверхність останньої, почалася християнізація данів та норманів Йорвіку. Проте вже у 927 році Вессекс захопив столицю королівства, вигнавши місцевих володарів.
Лише у 939 році вікінги зуміли відновити владу в Йорвіку (за підтримки війська королівства Дублін). Проте зрештою внаслідок внутрішнього протистояння 944 року данів та норманів переможено та приєднано до англосаксонського королівства Англія.
У 948 році війська норманів повалили владу англосаксів, відновивши незалежність Йорвіку. До 954 року точилася боротьба з Англією, а також між данами і норманами всередині королівства. Зрештою у 954 році королівство Йорвіку було переможено й ліквідовано. Територію поділено на невеличкі володіння, де поставлено ерлів та графів.

## Королі

### Династія Лодброка
- Гальфдан I (875—877)
- міжкоролювання 877—883 роки

### Династія Хардикнутсонів
- Гутфріт I (883—895)

### Поза династій
- Сігфріт I (895—899)
- Кнут (899—900)

### Вессекська династія
- Етельвальд (899—902)

### Династія Лодброка
- Гальфдан II (902—910)
- Еовілс (902—910)
- Івар (902—910)
- Рагнальд I (910—921)
- Сігтриґ I (921—927)
- Гутфріт II (927)

### Вессекська династія
- Етельстан (927—939)

### Династія Лодброка
- Олаф I (939—941)
- Олаф II (941—943), вперше
- Сігтриґ II (942)
- Рагнальд II (943—944)
- Олаф II (944), вдруге

### Вессекська династія
- Едмунд I (944—946)
- Едред (946—948), вперше

### Династія Інглінгів
- Ерік (948—949), вперше

### Династія Лодброка
- Олаф II (949—952), втретє

### Династія Інглінгів
- Ерік (952—954), вдруге